# Fiumi dell'Ucraina

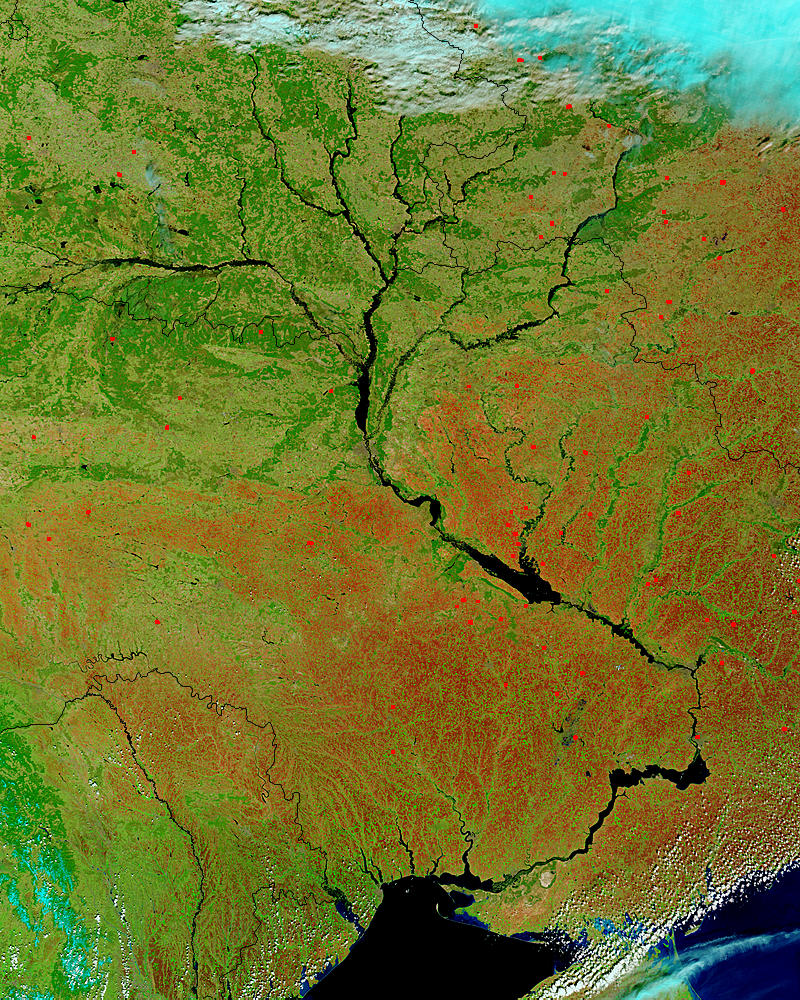
Immagine satellitare (NASA) del Dnepr e dei suoi affluenti

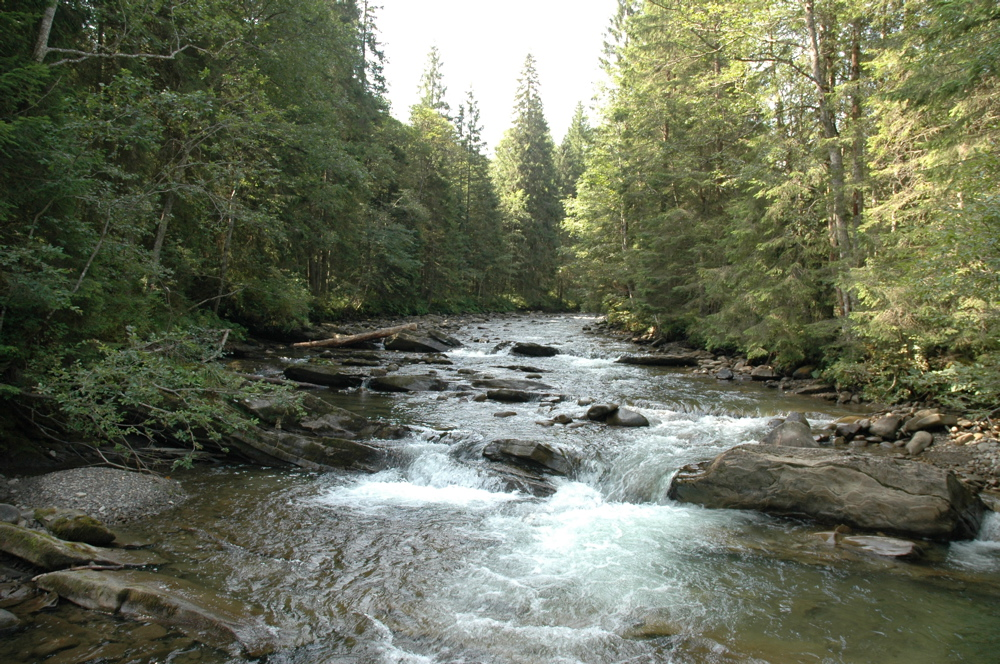
Il fiume Prut vicino alle sorgenti sul monte Hoverla

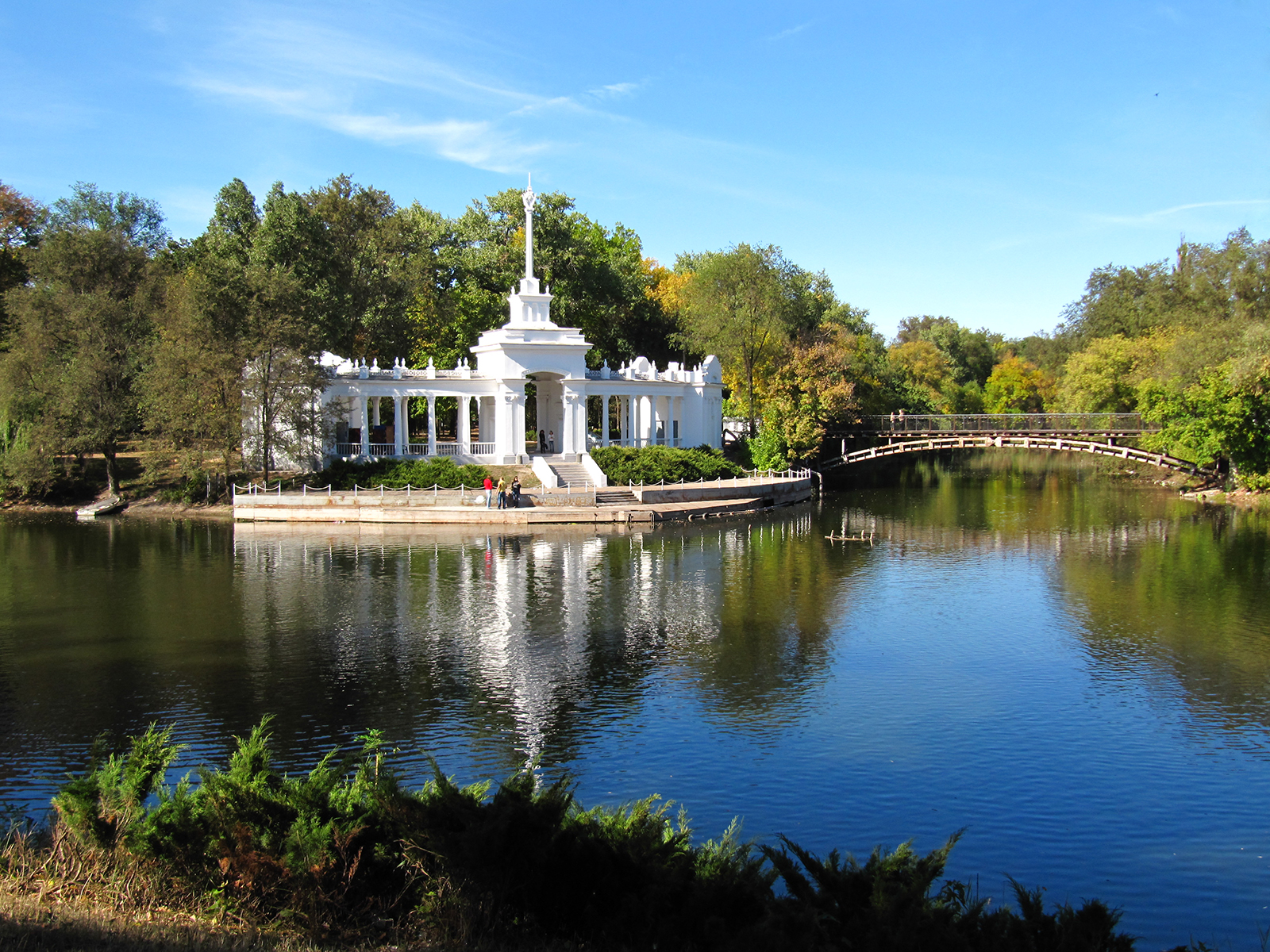
Conflenza del Saksahan' e dell'Inhulec' presso Kryvyj Rih

Questa è una lista dei maggiori fiumi che scorrono attraverso l'Ucraina.
I fiumi più grandi che scorrono o lambiscono l'Ucraina sono il Dnipro, il Dnister e il Danubio.
Nota: I fiumi seguenti sono elencati da ovest a est
I fiumi in grassetto sono fiumi lunghi attorno ai 1.000 km o maggiori
tra parentesi lunghezza e area di bacino
- San (433 km; 16.861 km²; affluente della Vistola)
- Už (127 km; 2750 km²; affluente del Laborec)
- Buh Occidentale (772 km; 39.420 km²)
  - Poltva
- Danubio (2.888 km; 817.000 km²)
  - Prut (953 km; 27.500 km²)
  - Čeremoš (167 km; 2.560 km²)
  - Latorica (188 km; 3.130 km²; affluente del Bodrog)
- Nistro (1.362 km; 72.100 km²)
  - Zbruč (247 km; 3.300 km²)
  - Tysmenycja
    - Seret

  - Bystrycja (183 km; 	2.375 km²)
- Bug Meridionale (806 km; 63.700 km²)
  - Inhul (300 km)
  - Vovk
- Moločna (197 km; 3.450 km²)
- Dnepr (2.290 km; 516.300 km²)
  - Inhulec' (549 km; 14.870 km²)
  - Bazavluk
  - Bilozerka
  - Konka (146 km; 2 580 km²)
  - Samara (320 km; 22.600 km²
    - Bîc

  - Vorskla (464 km; 14.700 km²)
  - Psel (717 km; 22.800 km²)
  - Sula (365 km; 19.600 km²)
    - Romen (111 km; 1.645 km²)

  - Supij
  - Tjasmyn (164 km; 4.570 km²)
  - Ros' (346 km; 12.575 km²)
  - Trubiž (113 km; 4.700 km²)
  - Stuhna (68 km)
  - Desna (1.130 km; 88.900 km²)
    - Oster (199 km; 2.950 km²)
    - Sejm (748 km; 27.500 km²)
    - Sudost' (208 km; 5.850 km²)

  - Irpin' (162 km;)
  - Teteriv (365 km; 15.100 km²)
  - Pryp"jat' (710 km)
    - Horyn' (659 km; 22.700 km²)
      - Sluč (451 km; 13.800 km²)

    - Už (256 km; 8.080 km²)

  - Styr (494 km; 13.100 km²)
- Mius (258 km; 1190 km²)
- Kal'mius (209 km; 5.070 km²)
  - Kal'čyk River
- Alma (83 km)
- Salhir (204 km; 3.750 km²)
- Čorna
- Donec (1.053 km; 98.900 km²; affluente del Don)

## Fiumi per lunghezza e in ordine alfabetico
| Maggiori fiumi ucraini |              |
| Fiume                  | lunghezza km |
| (Danubio)              | 2.888        |
| Dnepr                  | 2.290        |
| Dnestr                 | 1.362        |
| Desna                  | 1.130        |
| Donec                  | 1.053        |
| Prut                   | 953          |
| Buh Meridionale        | 806          |
| Buh Occidentale        | 772          |
| Sejm                   | 748          |
| Psel                   | 717          |
| Pryp"jat'              | 710          |

### A-I
Alma · Bazavluk · Bilozerka · Buh Meridionale · Buh Occidentale · Bîc · Bystrycja · Čeremoš · Čorna · Danubio · Desna · Dnepr · Dnestr · Horyn' · Inhul · Inhulec' · Irpin'

### K-R
Kal'čyk · Kal'mius · Charkiv · Konka · Latorica · Lybid' · Mius · Moločna · Oster · Poltva · Prut · Psel · Romen · Ros'

### S
Salhir · Samara · San · Seret · Donec · Sejm · Sluč · Snov · Stuhna · Styr · Sudost · Sula · Supij

### T-Z
Teteriv · Tibisco · Tjasmyn · Trubiž · Tysmenycja · Už · Už · Vorskla · Vovk · Zolota Lypa · Zbruč